# Беддингтон, Джон
Сэр Джон Беддингтон (John Rex Beddington, род. 13 октября 1945, Великобритания) — британский учёный. Доктор философии (1973).
Профессор Оксфордского университета и советник его Oxford Martin School, член Лондонского королевского общества (2001). Рыцарь-бакалавр с 2010 года. Неисполнительный директор Метеорологической службы Великобритании, попечитель Лондонского музея естественной истории, президент Зоологического общества Лондона. С 2008 по 2013 год главный научный советник правительства Великобритании. В том же 2013 году был назначен старшим советником Oxford Martin School.
Учился в Лондонской школе экономики, получил степени бакалавра экономики и магистра, последнюю — на кафедре философии Карла Поппера.
Степень доктора философии по популяционной биологии получил в 1973 году в Эдинбургском университете.
С 1984 года в Имперском колледже Лондона, с 1987 года лектор, затем профессор (до назначения главным научным советником правительства Великобритании) и ныне почётный главный научный фелло.
В 2011 году возглавлял Международную комиссию по устойчивому сельскому хозяйству и изменению климата (Commission on Sustainable Agriculture and Climate Change).
До апреля 2017 года возглавлял внешний консультативный совет Cabot Institute Бристольского университета.
На протяжении шести лет состоял членом Natural Environment Research Council.
Почётный член Британского экологического общества.
Отмечен Heidelberg Award for Environmental Excellence (1997).
Кавалер ордена Святых Михаила и Георгия (2004), а также награждён японским орденом Восходящего солнца 3 степени (2014).
Указывал (2017), что примерно два миллиарда человек на планете недостаточно питаются (хотя часть из них чрезмерно потребляет низкокачественную пищу).